# Sascha Bajin
Sascha Bajin  (* 4. Oktober 1984 in Serbien, eigentlich Aleksandar Bajin) ist ein deutscher Tennistrainer und früherer Tennisspieler.

## Leben
Bajin ist in einer serbisch-deutschen Familie in München-Feldmoching aufgewachsen. Sein Vater, der selbst Tennis spielte, trainierte Bajin, der zunächst Tennisprofi werden wollte. Durch den Unfalltod seines Vaters als Bajin 15 Jahre war verlor er das Interesse an einer Tenniskarriere. Er spielte in der 2. Tennis-Bundesliga für Iphitos München. Über die Empfehlung eines Münchener Kollegen wurde Bajin, der zu dieser Zeit auch als Trainer tätig war, im Alter von 23 Jahren Hitting partner (also Trainingspartner) von Serena Williams. Mehrere Jahre wohnte er in Florida, insgesamt arbeitete er zwischen 2007 und 2015 für Williams. Von 2017 bis 2018 war er eine Saison lang Hitting Partner im Team von Caroline Wozniacki. Im Anschluss war er bis Mitte Februar 2019 Trainer von Naomi Ōsaka. In der Zeit ihrer Zusammenarbeit gewann Ōsaka die US Open und die Australian Open. Außerdem wurde sie Weltranglistenerste. Im April 2019 wurde bekannt, dass Bajin Trainer der französischen Spielerin Kristina Mladenovic ist. Zwischen November 2020 und Juli 2022 war er Trainer der tschechischen Spielerin Karolína Plíšková. Seit Januar 2025 ist er Trainer von Donna Vekić.
Im Dezember 2018 wurde er von der Women’s Tennis Association zum ersten Preisträger des Coach of the Year-Awards ausgezeichnet.